# Jugend-Zeit …in der Stadt
Jugend-Zeit …in der Stadt ist ein Dokumentarfilm des DEFA-Studios für Dokumentarfilme von Roland Steiner aus dem Jahr 1979.

## Handlung
Es ist tiefer Winter, was man an den stark verschneiten Straßen Ost-Berlins erkennt, auf denen Jugendliche mit ihren Mopeds und Motorrädern fahren. Es gibt aber auch Jugendliche, die sich mit ernsthaften Themen beschäftigen. Zu ihnen gehört eine Gruppe, die vor der Kamera frei über ihre Probleme diskutiert. So erzählt ein Mädchen, wie schwer ihr die Umstellung von der Schule zur Lehre gefallen ist, obwohl ihr die Lehre besser gefällt. Ein anderes Mädchen mischt sich ein und betont, dass die Anforderungen heute höher sind, die Arbeitszeiten sind länger als in der Schule und die Anforderungen auch härter, hinzu kommen die Belastungen bei Schichtarbeit. Das führt bei einigen zu erhöhter Aggressivität, Reizbarkeit und Trotzigkeit. Nun beschwert sich wieder das erste Mädchen, dass die Lehrlinge dauern belehrt werden, was sie nicht schön findet, während man im Sozialismus auch mal seinem Lehrmeister die Meinung sagen dürfte, was der sich auch gefallen lassen muss.
Ein weiteres Thema ist die Zukunft in der eigenen Familie. Es geht um Kinder und die deshalb verlorene Freizeit. Für ein Mädchen ist nach ihrer Meinung dadurch bereits die Jugendzeit zu Ende gegangen. Eine andere spricht darüber, dass sie an ihrer Liebe und der dadurch gestiegenen Verantwortung gewachsen ist. Ein Besuch von zwei Paaren dieser Gruppe in ihren eigenen Wohnungen, rundet das Bild der verantwortungsbewussten Jugendlichen ab. Sie wissen genau was sie wollen und wenn es nur um die Abneigung eines jungen Mannes gegen Grünkohl zum Mittagessen geht, oder ob bei der Wohnungseinrichtung eine Schrankwand wichtig ist. Sie blicken mit einem gewissen Stolz auf das Leben ihrer Eltern zurück, möchten jedoch einiges in ihrer Zukunft anders machen.
Es sind also ganz gewöhnliche Probleme, die diese Jugendlichen bewegen. Natürlich gibt es auch welche, die mit ihren Zweirädern durch die Straßen fahren, wie am Anfang des Films gesehen. Ebenso gibt es die Gruppen, die sich auf dem U-Bahnhof Vinetastraße, vor einer Kaufhalle oder beim Tanz treffen, um dort ihre Freizeit zu verbringen und die zwischen den Aufnahmen der Diskussionen gezeigt werden, aber auch sie gehören zu den Jugendlichen in Berlin, wie man sie täglich wahrnimmt.

## Produktion und Veröffentlichung
Jugend-Zeit …in der Stadt wurde von der Künstlerischen Arbeitsgruppe Kinder- und Jugendfilm unter dem Arbeitstitel Jugend-Zeit II als Schwarzweißfilm gedreht. Er hatte am 23. November 1979 seine Erstaufführung im Rahmen der Internationale Leipziger Dokumentar- und Kurzfilmwoche für Kino und Fernsehen.
Die Dramaturgie lag in den Händen von Gerta Stecher.

## Kritik
In der Berliner Zeitung bemerkte Volker Weidhaas:

„Leider bleibt der Streifen in seiner Originalität und gestalterischen Dichte hinter seinem auf dem Lande angesiedelten Vorgänger zurück.“